# Córdoba Open
Córdoba Open — колишній міжнародний щорічний чоловічий професійний тенісний турнір, який проводився в лютому у Кордові, Аргентина. Турнір започатковано 2019 року замість Ecuador Open Quito і є частиною туру ATP 250. Матчі відбуваються  на відкритих ґрунтових кортах спортивного комплексу біля стадіону Маріо Альберто Кемпес. 2025 року турнір замінено на  Challenger Córdoba.

## Фінали

### Одиночний розряд
| Рік  | Чемпіон                | Фіналіст               | Рахунок       |
| ---- | ---------------------- | ---------------------- | ------------- |
| 2019 | Хуан Ігнасіо Лондеро   | Гідо Пелья             | 3–6, 7–5, 6–1 |
| 2020 | Крістіан Гарін         | Дієго Шварцман         | 2–6, 6–4, 6–0 |
| 2021 | Хуан Мануель Черундоло | Альберт Рамос Віньолас | 6–0, 2–6, 6–2 |
| 2022 | Альберт Рамос Віньолас | Алехандро Табіло       | 4–6, 6–3, 6–4 |
| 2023 | Себастьян Баес         | Федеріко Корія         | 6–1, 3–6, 6–3 |
| 2024 | Лук'яно Дардері        | Факундо Баньїс         | 6–1, 6–4      |

### Парний розряд

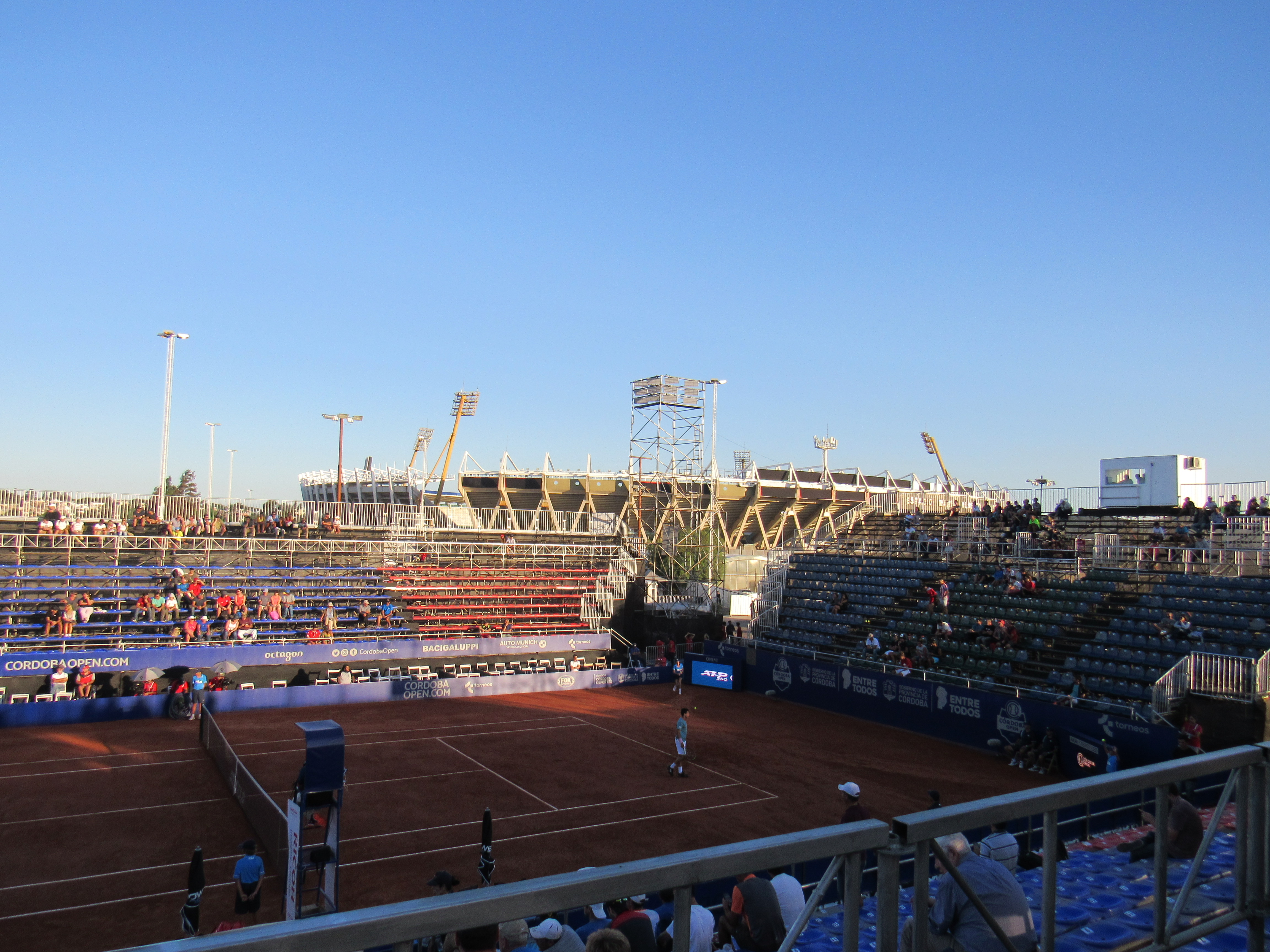
Вид на центральний корт (на задньому плані)

| Рік  | Чемпіони                                | Фіналісти                               | Рахунок       |
| ---- | --------------------------------------- | --------------------------------------- | ------------- |
| 2019 | Роман Єбави Андрес Мольтені (1)         | Максімо Гонсалес Орасіо Себальйос       | 6–4, 7–6(7–4) |
| 2020 | Марсело Демолінер Матве Мідделкоп       | Леонардо Маєр Андрес Мольтені           | 6–3, 7–6(7–4) |
| 2021 | Рафаель Матос Феліпе Малігені Алвеш     | Ромен Арнеодо Бенуа Пер                 | 6–4, 6–1      |
| 2022 | Сантьяго Гонсалес Андрес Мольтені (2)   | Андрей Мартін Трістан-Самуель Вайссборн | 7–5, 6–3      |
| 2023 | Максімо Гонсалес Андрес Мольтені (3)    | Садіо Думбія Фаб'єн Ребуль              | 6–4, 6–4      |
| 2024 | Максімо Гонсалес(2) Андрес Мольтені (4) | Садіо Думбія Фаб'єн Ребуль              | 6–4, 6–1      |